# ジョイ・ヴィラ
ジョイ・アンジェラ・ヴィラ（Joy Angela Villa、1986年4月25日 - ）は、アメリカ合衆国の女性シンガーソングライター。

## 生い立ち
カリフォルニア州オレンジ郡で生まれた。彼女は、アフリカ系、イタリア系、チョクトーに由来を持つ。父親のジョセフ・ヴィラは牧師のイタリア系アメリカ人、母親のミルドレ・アンジェラ・ピアス・ヴェラはアフリカ系アメリカ人及びチョクトーである。母親の叔父にジャズ歌手のケニー・バグッド 。彼女はロンポック高等学校に通った。

## 経歴
ヴィラは10歳の時から女優とプロデューサー業を始めた。14歳から16歳までユース・ネットワークコムキャスト・テレビジョンに出演していた。「Hobgoblins 2」を除いて、彼女の演技のキャリアは、主にテレビ番組の端役がほとんどである。それには、「HEROESシーズン4」のエピソード「もうひとつの存在」、「CSI:ニューヨーク」、「The Valley Girls」、MTVの「Next」などが含まれる。
CBSは2017年2月初旬、ヴィラのレコード「アイ・メイク・ザ・スタティック」が、Amazonのトップデジタルアルバムの1位に選ばれたと報道。CBSは、iTunesランキングでは16位になったと同時に報道した。

### グラミー賞での衣装
ヴィラのグラミー賞の授賞式での衣装が、3年連続で注目を集めた。
- 2015年は、アンドレ・ソリアーノ（英語版）がデザインしたオレンジ色の建築素材でできたシースルードレスを着用[5] 。このドレスは「普通ではない」[6]と評された。
- 2016年は、主にスパイク素材で構成されたシースルードレスを着用。ハフィントン・ポストはそれを「2016年グラミー賞の最も凶悪な形貌」[7]の1つ、E!は「最悪」[8]とそれぞれ酷評した。
- 2017年は、ドナルド・トランプ大統領が用いたキャンペーン・スローガン「Make America Great Again」と彼の名前「Trump」の文字を刻んだドレスを着用[9][10]。

## 私生活
ハリウッド、シアトル、ラスベガスを経て、現在ニューヨーク市に在住。自身の生活と経歴を安定させる為、サイエントロジーを信仰している。2016年12月に、デンマークの作家で写真家のトルテン・オボァガードと結婚。